# إسهال البرية
الإسهال المكتسب من البرية هو مجموعة متنوعة من الإسهال الذي يصيب المسافرين حيث يتأثر الرَحالة وغيرهم من عُشاق الهواء الطلق. وتكون المصادر المحتملة التي تسبب الإصابة هي الأغذية أو المياه الملوثة، أوبانتقالها "من اليد إلى الفم"، مباشرة من شخص آخر مصاب. يتم علاج الحالات بشكل تلقائي، مع أو بدون علاج، والسبب غير معروف عادة. سجلت مدرسة القيادة الخارجية في الهواء الطلق حادثة واحدة لكل 5000 يوم عمل من خلال اتباع بروتوكولات صارمة بشأن النظافة ومعالجة المياه تكون أكثر محدودية، قدمت الدراسات المنفصلة معدلات تقديرية شديدة التباين للالتهاب تتراوح ما بين 3% إلى 74% من الزائرين في البرية. ووجدت إحدى الاستطلاعات أن المتجولون في أبالاشيان تريل لمسافات طويلة أفادوا أن الإسهال هو مرضهم الأكثر شيوعًا.  بناءً على مراجعات البيانات والأدب الوبائية، يعتقد بعض الباحثين أن المخاطر قد تم المبالغة فيها وفهمها بشكل سيء من قبل الجمهور. يعاني البالغون في الولايات المتحدة سنويًا من 99 مليون حلقة من الإسهال الحاد في عدد السكان البالغ حوالي 318 مليون نسمة. ينشأ جزء صغير جدًا من هذه الحالات من الالتهابات المكتسبة في البرية، وتحدث جميع العوامل المعدية في كل من إعدادات البرية وغير البرية.

## الأعراض
متوسط فترات الحضانة لداء الجيارديات وداء خفيات الأبواغ كل 7 أيام. بعض العوامل البكتيرية والفيروسية الأخرى لها فترات حضانة أقصر، على الرغم من أن التهاب الكبد قد يستغرق أسابيع لإظهار نفسه. تحدث البداية عادةً خلال الأسبوع الأول من العودة من الحقل، ولكنها قد تحدث أيضًا في أي وقت أثناء المشي. تبدأ معظم الحالات بشكل مفاجئ وعادة ما تؤدي إلى زيادة وتيرة وحجم ووزن البراز. عادةً ما يختبر المتنزه ما لا يقل عن أربع إلى خمس حركات الأمعاء الرخوة أو المائية كل يوم. الأعراض الأخرى المرتبطة عادة هي الغثيان، والتقيؤ، والتشنج البطني، والنفخ، والحمى المنخفضة، والإلحاح، والشعور بالضيق، وعادة ما تتأثر الشهية. الحالة أكثر خطورة إذا كان هناك دم أو مخاط في البراز أو ألم في البطن أو ارتفاع في درجة الحرارة. الجفاف هو الاحتمال. الأمراض المهددة للحياة الناتجة عن WAD نادرة للغاية ولكن يمكن أن تحدث في الأشخاص الذين يعانون من ضعف أجهزة المناعة. قد يكون بعض الأشخاص حاملين وليس لديهم أعراض.

## الأسباب
الإسهال المعدي المكتسب في الحياة البرية ناجم عن العديد من البكتيريا والفيروسات والطفيليات (البروتوزوا). الأكثر شيوعا هي البروتوزوا الجيارديا والكريبتوسبوريديوم. قد تلعب العوامل المعدية الأخرى دورًا أكبر مما يعتقد عمومًا  وتشمل كامبلوباكتر وفيروس التهاب الكبد الوبائي وفيروس التهاب الكبد الوبائي وفيروس التسمم المعوي المعوي والكولاي و E. coli O157: H7 و Shigella والعديد من الفيروسات الأخرى. أكثر نادراً، قد تسبب مرض يرسينيا القولون و Aeromonas hydrophila وبكتيريا زرقاء أيضاً المرض. عادةً لا تتسامح خراجات داء الجيارديات اللمفية مع التجمد على الرغم من أن بعض الخراجات يمكن أن تنجو من دورة تجميد ذوبان واحدة.  يمكن أن تظل الأكياس قابلة للحياة لمدة ثلاثة أشهر تقريبًا في مياه النهر عندما تكون درجة الحرارة 10 درجة مئوية وحوالي شهر واحد عند 15-20 درجة مئوية في مياه البحيرة. قد يبقى الكريبتوسبوريديوم في المياه الباردة (4 درجات مئوية) لمدة تصل إلى 18 شهرًا، ويمكن أن يتحمل التجميد، على الرغم من أن قابليته للتقلص تقل إلى حد كبير. العديد من الأنواع الأخرى من الكائنات المسببة للإسهال، بما في ذلك شيغيلا و Salmonella typhi، وفيروس التهاب الكبد A، يمكنها البقاء على قيد الحياة لمدة التجمد لعدة أسابيع أو أشهر. يعتقد علماء الفيروسات أن كل المياه السطحية في الولايات المتحدة وكندا لديها القدرة على احتواء الفيروسات البشرية، والتي تسبب مجموعة واسعة من الأمراض بما في ذلك الإسهال وشلل الأطفال والتهاب السحايا.  تقتصر طرق الحصول على العدوى من هذه الأسباب على انتقال البراز عن طريق الفم، والمياه والغذاء الملوثين. العامل الرئيسي الذي يحكم محتوى العوامل الممرضة للمياه السطحية هو النشاط البشري والحيواني في مستجمعات المياه.

## التشخيص
قد يكون من الصعب ربط حالة معينة من الإسهال برحلة برية حديثة مدتها بضعة أيام لأن حضانة المرض قد تتجاوز الرحلة. دراسات الرحلات التي تعد أطول بكثير من متوسط فترة الحضانة، على سبيل المثال أسبوعيًا بالنسبة لكريبتوسبوريديوم وجيارديا، أقل عرضة لهذه الأخطاء نظرًا لوجود وقت كافي لحدوث الإسهال أثناء الرحلة. العوامل البكتيرية والفيروسية الأخرى لها فترات حضانة أقصر، على الرغم من أن التهاب الكبد قد يتطلب أسابيع. يمكن تقييم حالة الإسهال المكتسبة في البرية في السياق العام للشكاوى المعوية. خلال أي فترة مدتها أربعة أسابيع، قد يعاني ما يصل إلى 7.2% من الأمريكيين من أشكال الإسهال المعدية أو غير المعدية. هناك ما يقدر بـ 99 مليون حالة سنوية من الأمراض المعدية المعوية في الولايات المتحدة،  الأكثر شيوعًا من الفيروسات، تليها البكتيريا والطفيليات، بما في ذلك الجيارديا والكريبتوسبوريديوم. هناك ما يقدر بنحو 1.2 مليون حالة من حالات الجيارديا التي تظهر عليها الأعراض سنويًا. ومع ذلك، حوالي 40% فقط من الحالات هي أعراض.

## الوقاية
نظرًا لأن الإسهال المكتسب من البرية يمكن أن يكون بسبب عدم كفاية النظافة، والمياه الملوثة، (وربما) زيادة الحساسية من نقص الفيتامينات، يجب أن تعالج طرق الوقاية هذه الأسباب.

### النظافة
يمكن الحد بشكل كبير من خطر انتقال البراز عن طريق الفم من مسببات الأمراض التي تسبب الإسهال من خلال النظافة الجيدة، بما في ذلك غسل اليدين بالماء والصابون بعد التبول والتغوط، وغسل أواني الأكل بماء صابوني دافئ. بالإضافة إلى ذلك، يمكن استخدام نظام ثلاثي الأوعية لغسل أواني الأكل.

### معالجة المياه
يمكن معالجة المياه في البرية من خلال التصفية، والمطهرات الكيميائية، وجهاز ضوء الأشعة فوق البنفسجية المحمولة، والبسترة أو الغليان. قد تشمل العوامل المختارة عدد الأشخاص المشاركين، واعتبارات المساحة والوزن، ونوعية المياه المتاحة، والذوق والتفضيلات الشخصية، وتوفر الوقود. في دراسة أجريت على حقائب الظهر الطويلة، تبين أن مرشحات المياه كانت تستخدم بشكل أكثر اتساقًا من المطهرات الكيميائية. الاستخدام غير المتناسق لليود أو الكلور قد يكون بسبب الذوق الكئيب، أو وقت العلاج المطول أو تعقيد العلاج بسبب درجة حرارة الماء والتعكر. لأن الطرق المعتمدة على الهالوجينات، مثل اليود والكلور، لا تقتل الكريبتوسبوريديوم، ولأن الترشيح يخطئ في بعض الفيروسات، فإن أفضل حماية قد تتطلب عملية من خطوتين إما الترشيح أو التخثر، التلبد، تليها الهلوجين. الغليان فعال في جميع الحالات. راتنجات اليود، إذا تم دمجها مع الترشيح الدقيق لإزالة الخراجات المقاومة، هي أيضًا عملية أحادية الخطوة قابلة للتطبيق، ولكنها قد لا تكون فعالة في جميع الظروف. قد أثبتت التقنيات الجديدة المكونة من خطوة واحدة والتي تستخدم ثاني أكسيد الكلور والأوزون والأشعة فوق البنفسجية فعاليتها، لكنها لا تزال بحاجة إلى التحقق.  إن ضوء الأشعة فوق البنفسجية (UV) لتطهير المياه راسخ ويستخدم على نطاق واسع في التطبيقات الكبيرة، مثل شبكات المياه البلدية. يستخدم بعض المتجولون أجهزة الأشعة فوق البنفسجية المحمولة الصغيرة التي تفي بمعايير وبروتوكولات دليل EPA في الولايات المتحدة لاختبار أجهزة تنقية المياه الميكروبيولوجية، على سبيل المثال، SteriPEN.  هناك طريقة أخرى لتنقية المياه بالأشعة فوق البنفسجية المحمولة وهي التطهير الشمسي (وتسمى أيضًا الصوديس). يتم تعقيم المياه النقية عن طريق وضعها في زجاجة من البولي إيثيلين الشفاف وتركها تحت أشعة الشمس المباشرة لمدة 6 ساعات.

### تجنب مخاطر المياه
قد يكون لأنواع مختلفة من مصادر المياه مستويات مختلفة من التلوث:
قد يكون المزيد من التلوث في المياه التي من المحتمل أن يكون قد مر عبر منطقة معرضة للاستخدام البشري أو الحيواني الثقيل غائم أو له رغوة سطحية أو له مظهر مشبوه آخر. قد يكون التلوث أقل في الماء من الينابيع (شريطة أن يكون المصدر الحقيقي ليس المياه السطحية مسافة قصيرة أعلاه) تيارات كبيرة (قد تكون تلك التي تدخل من الجانب أقل تلوثًا من تلك الموازية للممر) تيارات سريعة التدفق الارتفاعات العالية البحيرات ذات الرواسب غير المضطربة (تخزين المياه لمدة 10 أيام دون عائق يمكن أن يؤدي إلى إزالة 75-99% من البكتيريا القولونية عن طريق الاستقرار في القاع بحاجة لمصدر) ذوبان الثلوج طازجة آبار عميقة (بشرط ألا تكون عرضة للتلوث من الجريان السطحي) المناطق التي كان فيها عام ثلوج غزيرة عندما تكون الجداول كاملة وطويلة مقارنة بالسنوات الجافة. العواصف الممطرة يمكن أن تحسن أو تزيد من جودة المياه. يمكنهم غسل الملوثات في الماء وإثارة الرواسب الملوثة مع زيادة التدفق، ولكن يمكنهم أيضًا تخفيف المخلفات بإضافة كميات كبيرة من الماء.  لسوء الحظ، لم تكن هناك أي دراسات وبائية للتحقق من صحة ما سبق، باستثناء حالة مياه الينابيع.

### الفيتامينات
تشير إحدى الدراسات إلى أن تناول الفيتامينات المتعددة في الرحلات الطويلة جدًا في البرية قد يقلل من حدوث الإسهال.

## العلاج
عادة ما تكون WAD محدودة ذاتيًا، وتتحلل بشكل عام دون علاج محدد. غالبًا ما يكون علاج الإماهة الفموية بأملاح الإماهة مفيدًا في استبدال السوائل والكهارل المفقودة. ينصح بشكل روتيني بتطهير الماء الصافي أو التطهير أو السوائل الأخرى. يجب أن يعالج الطبيب المتجولون الذين يصابون بثلاثة براز أو أكثر في فترة 24 ساعة - خاصة إذا ارتبطوا بالغثيان أو القيء أو تشنجات البطن أو الحمى أو الدم في البراز - ويمكن أن يستفيدوا من المضادات الحيوية، وعادة ما يتم تناولها من 3 إلى 5 أيام. بدلاً من ذلك، يمكن وصف جرعة واحدة من أزيثروميسين أو ليفوفلوكساسين. إذا استمر الإسهال على الرغم من العلاج، يجب تقييم المسافرين وعلاجهم من العدوى الطفيلية المحتملة. يمكن أن يكون الكريبتوسبوريديوم خطيرًا جدًا للمرضى الذين يعانون من ضعف الجهاز المناعي. تمت الموافقة على Alinia (nitazoxanide) من قبل إدارة الأغذية والعقاقير لعلاج الكريبتوسبوريديوم.

## علم الأوبئة
ينشأ خطر الإصابة بالإسهال المعدي في الحياة البرية من ابتلاع العوامل الممرضة عن غير قصد. سعت العديد من الدراسات إلى تقدير معدلات الإصابة بالإسهال بين المسافرين في البرية، وتراوحت النتائج على نطاق واسع. قد يعتمد تباين معدل الإسهال بين الدراسات على الوقت من السنة، وموقع الدراسة، وطول الفترة التي كان المتجولون فيها في البرية، أساليب الوقاية المستخدمة، ومنهجية الدراسة. المدرسة الوطنية للقيادة في الهواء الطلق (NOLS)، التي تؤكد على أساليب صارمة لغسل اليدين، وتطهير المياه وغسل أدوات الطهي الشائعة في برامجها، تفيد بأن الأمراض المعدية المعوية حدثت بمعدل 0.26 فقط لكل 1000 يوم من أيام البرنامج.  على النقيض من ذلك، وجد استطلاع للرأي عن مسافري أبالاشيان تريل لمسافات طويلة أن أكثر من نصف المجيبين أبلغوا عن حدوث حلقة واحدة على الأقل من الإسهال استمرت لمدة يومين في المتوسط. (قد يستمر الإسهال المعدي لفترة أطول من يومين في المتوسط؛ وقد تكون بعض أشكال الإسهال غير المعدي، الناجم عن تغيير النظام الغذائي وما إلى ذلك، لفترة قصيرة للغاية). وجد تحليل هذه الدراسة أن حدوث الإسهال كان مرتبطًا بشكل إيجابي مع مدة التعرض في البرية. خلال أي فترة مدتها أربعة أسابيع، قد يعاني ما يصل إلى 7.2% من الأمريكيين من أشكال الإسهال المعدية أو غير المعدية. خفض عدد من السلوكيات كل على حدة من حالات الإسهال: معالجة المياه. غسل اليدين بشكل روتيني بالماء والصابون بعد التغوط والتبول؛ تنظيف أواني الطهي بالصابون والماء الدافئ؛ وتناول الفيتامينات المتعددة. مجموعة متنوعة من مسببات الأمراض يمكن أن تسبب الإسهال المعدية، ويبدو أن معظم الحالات بين ظهورهم سببها بكتيريا من البراز. وجدت دراسة أجريت في حديقة Grand Teton National Park أن 69% من الزائرين المصابين بالإسهال ليس لديهم سبب محدد، وأن 23% منهم أصيبوا بالإسهال بسبب Campylobacter و 8% من مرضى الإسهال مصابون بالجيارديا. يحدث التهاب الأمعاء Campylobacter بشكل متكرر في البالغين الشباب الذين كانوا يسافرون في المناطق البرية ويشربون المياه السطحية غير المعالجة في الأسبوع السابق.  اختبرت دراسة أخرى 35 شخصًا قبل وبعد رحلة إلى Desolation Wilderness of California. تم العثور على أكياس الجيارديا في عينات برازية من شخصين بعد الرحلة، لكنها كانت بدون أعراض. شخص ثالث عولج تجريبيا من أعراض الجيارديا.  قد يكون انتقال البراز عن طريق الفم هو الناقل الأكثر شيوعًا للإسهال المكتسب في البرية. هناك آراء متباينة فيما يتعلق بأهمية التطهير الروتيني للمياه خلال الزيارات الخلفية القصيرة نسبيا.

### مسوحات نوعية المياه في المنطقة الريفية
تعد الإصابة بالبكتيريا القولونية البرازية، والتي تشير إلى التلوث البرازي، أكثر شيوعًا من مرض الجيارديا.  المخاطر هي الأعلى في المياه السطحية بالقرب من الممرات التي تستخدمها الحيوانات المعبأة ومراعي الماشية.  معظم عينات ماء المنطقة الريفية في ديسوليشن وايلدرنس في كاليفورنيا قد وجدت خراجات الجيارديا منخفضة للغاية أو لا يوجد بها. ومع ذلك، فإن الجرعة المعدية من الجيارديا منخفضة جدًا، مع احتمال الإصابة بنسبة 2% تقريبًا من كيس واحد. أيضا، تناولت دراسات قليلة جدا مسألة التلوث العابر. وفقا لأحد الباحثين، فإن النموذج المحتمل لخطر الجيارديا من المياه البرية هو تلوث النبض، أي فترة وجيزة من تركيز الكيس العالي من التلوث البرازي.

## علم المصطلحات
الإسهال المكتسب في البرية أو المناطق النائية الأخرى عادة ما يكون شكلًا من أشكال الإسهال المعدي، والذي يصنف بحد ذاته كنوع من الإسهال الإفرازي. هذه كلها تعتبر من أشكال التهاب المعدة والأمعاء. قد يتم تطبيق المصطلح في مناطق نائية مختلفة من البلدان المتقدمة غير المدارية (الولايات المتحدة وكندا وأوروبا الغربية، إلخ)، لكنه أقل قابلية للتطبيق في البلدان النامية، وفي المناطق المدارية، بسبب العوامل الممرضة المختلفة التي من المرجح أن تسبب العدوى.

## روابط خارجية
- "Sources of Infection & Risk Factors| Giardia | Parasites | CDC". www.cdc.gov (بالإنجليزية الأمريكية). Archived from the original on 2019-11-15. Retrieved 2018-08-03.
- Backer, Howard D. (2007). "Chapter 61: Field Water Disinfection". In Auerbach, Paul S. (ed.). Wilderness Medicine (5 ed.). Philadelphia, PA: Mosby Elsevier. pp. 1368–417. ISBN 978-0-323-03228-5.